# Kanchipuram (Distrikt)
Der Distrikt Kanchipuram (Tamil: காஞ்சிபுரம் மாவட்டம்; auch: Kancheepuram) ist ein Distrikt des indischen Bundesstaates Tamil Nadu. Verwaltungszentrum des Distrikts ist die namengebende Stadt Kanchipuram. Nach der indischen Volkszählung 2011 hatte der Distrikt Kanchipuram eine Fläche von 4.483 Quadratkilometern und knapp 4,0 Millionen Einwohner. Im Jahr 2019 wurde der Distrikt Chengalpattu aus dem Distrikt Kanchipuram gelöst. Danach wies der Distrikt eine Fläche von 1.712 Quadratkilometern und 1.156.680 auf (Bevölkerungszahl aus der Volkszählung 2011).

## Geografie
Der Distrikt Kanchipuram liegt im Hinterland der Koromandelküste im Nordosten Tamil Nadus. Er grenzt im Nordosten an den Stadtdistrikt Chennai, im Südosten an den Distrikt Chengalpattu, im Südwesten an den Distrikt Tiruvannamalai, im Nordwesten an den Distrikt Ranipet und im Norden an den Distrikt Tiruvallur.
Das Gebiet des Distrikts Kanchipuram gehört zur flachen Küstenebene Tamil Nadus und wird vom periodisch wasserführenden Fluss Palar durchflossen. Der östliche Teil des Distrikts Kanchipuram gehört zum Einzugsgebiet Chennais, der Hauptstadt Tamil Nadus. Die Metropolregion Chennai, der viertgrößte Ballungsraum Indiens, reicht in das Gebiet des Distrikts Kanchipuram hinein. Der westliche Teil des Distrikts ist dagegen deutlich ländlich geprägt.
Im Distrikt Kanchipuram herrscht ein wechselfeuchtes Tropenklima vor. Die Jahresmitteltemperatur in Kanchipuram beträgt 28,3 °C, das Jahresmittel des Niederschlages liegt bei 1.083 mm. Die meisten Niederschläge fallen während des Nordostmonsuns zwischen Oktober und Dezember. Auch während des Südwestmonsuns zwischen Juli und September kommt es zu Regenfällen.

## Geschichte

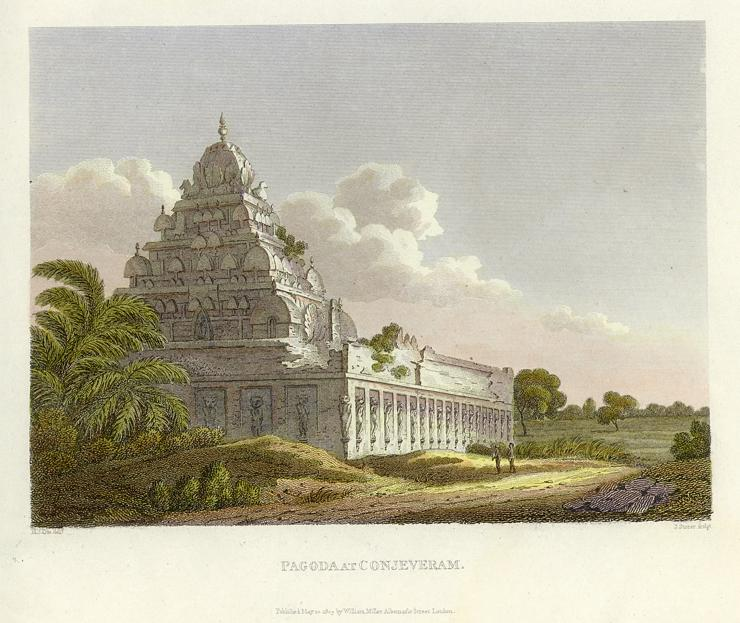
Der Kailasanatha-Tempel in Kanchipuram stammt aus der Pallava-Zeit (Kupferstich von 1811)

Der heutige Distrikt Kanchipuram war das Kernland des Pallava-Reiches, das vom 3. bis 9. Jahrhundert Kanchipuram als Hauptstadt hatte. In der Folge wurde das Gebiet von den Cholas, den Vijayanagar-Herrschern und den Nawabs von Arcot beherrscht, ehe es im 18. Jahrhundert unter die Kontrolle der Britischen Ostindien-Kompanie kam.
Vorläufer des heutigen Distrikts Kanchipuram war der Distrikt Chengalpattu (Chingleput). Diesen hatten die Briten 1788 eingerichtet, nachdem sie die Herrschaft von den Nawabs von Arcot übernommen und das Gebiet in die Provinz Madras eingegliedert hatten. Nach der indischen Unabhängigkeit wurde der Distrikt 1956 zu einem Teil des neuformierten Bundesstaates Madras (heute Tamil Nadu). 1968 wurde Kanchipuram zum Verwaltungssitz des Distrikts. Der Distrikt Kanchipuram entstand am  18. November 1997, als der Distrikt Chengalpattu in die Distrikte Kanchipuram und Tiruvallur geteilt wurde. Im Jahr 2011 wurden einige zum Distrikt Kanchipuram gehörende Orte im Vorortgürtel Chennais in die Stadt Chennai eingemeindet. 2018 wurden auch die Distriktgrenzen angepasst, sodass die eingemeindeten Gebiete aus dem Distrikt Kanchipuram in den Distrikt Chennai übergingen. Im Jahr 2019 verkleinerte sich das Gebiet des Distrikts Kanchipuram weiter, als der neue Distrikt Chengalpattu aus dem südöstlichen Teil des Distrikts Kanchipuram gebildet wurde.

## Bevölkerung

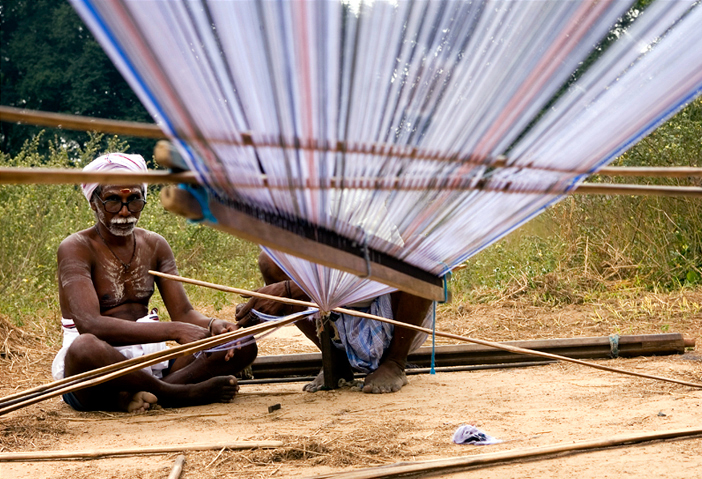
Weber in einem Dorf bei Kanchipuram

Bei der indischen Volkszählung von 2011 hatte der Distrikt Kanchipuram in seinen späteren Grenzen ab 2019 1.156.680 Einwohner, davon 581.792 männlich und 574.888 weiblich. Die Bevölkerungsdichte lag mit 676 Einwohnern pro Quadratkilometer über dem Mittelwert des Bundesstaates (555 Einwohner pro Quadratkilometer). Die Alphabetisierungsrate lag mit 88,06 % (männlich 92,91 %, weiblich 83,25 %) ebenfalls über dem Durchschnittswerten Tamil Nadus (80,09 %, 86,77 %, 73,44 %). Unter den Einwohnern des ehemaligen Distrikts Kanchipuram stellten Hindus die große Mehrheit. Genauere statistische Informationen sind derzeit (Stand 2022) nicht zugänglich, da die Ergebnisse der Volkszählung 2021 noch nicht veröffentlicht sind.

## Wirtschaft und Infrastruktur
Dank seiner Nähe zu Chennai ist der Distrikt Kanchipuram wirtschaftlich gut entwickelt und stark industrialisiert. In dem Distrikt produzieren unter anderem die Autohersteller Hyundai und Ford sowie die Elektronikunternehmen Nokia und Motorola. Der wichtigste Erwerbszweig ist aber nach wie vor die Landwirtschaft. Angebaut wird vor allem Reis. Zudem ist die Stadt Kanchipuram traditionell ein Zentrum der Seidenweberei.

## Sehenswürdigkeiten

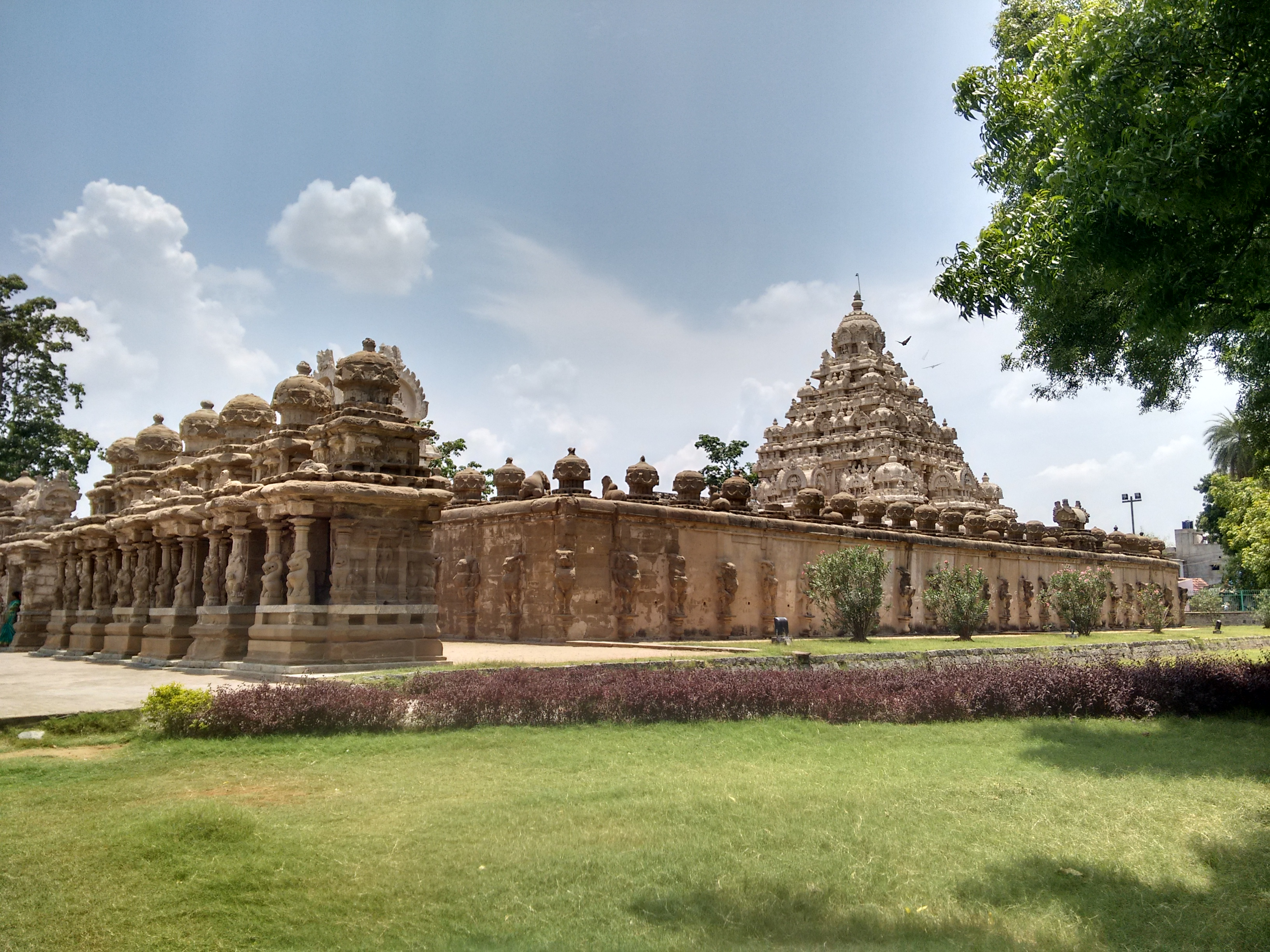
Der Kailasanatha-Tempel in Kanchipuram

Die Distrikthauptstadt Kanchipuram gehört zu den sieben heiligen Städten des Hinduismus und ist eine wichtige Pilgerstätte, in alle drei Hauptströmungen des Hinduismus – der Shivaismus, der Vishnuismus und der Shaktismus – gleichermaßen präsent sind. Als „Stadt der tausend Tempel“ bekannt, besitzt Kanchipuram eine große Dichte an Tempelbauten, von denen viele auf die Glanzzeit der Pallava-Dynastie (7. und 8. Jahrhundert) zurückgehen. Die bedeutendsten Pallava-Tempel in Kanchipuram sind der Kailasanatha-Tempel und der Vaikuntha-Perumal-Tempel, die beide in fast unversehrter Form erhalten sind. Im Zentrum der gelebten Religiosität stehen dagegen die drei großen Tempel Kanchipurams, der Ekambaranatha-Tempel, der Varadaraja-Perumal-Tempel und der Kamakshi-Tempel, die den jeweiligen Hauptgottheiten der drei hinduistischen Strömungen (Shiva, Vishnu und die Göttin) geweiht sind.
Ein weiterer bedeutender vishnuitischer Tempel befindet sich in der Stadt Sriperumbudur, dem Geburtsort des Hindu-Philosophen Ramanuja, mit dem Adikesava-Perumal-Tempel. In der Stadt Uthiramerur finden sich zwei Tempel, die auf die Pallava-Zeit zurückgehen: der Vishnu geweihte Sundaravarada-Perumal-Tempel und der Shiva geweihte Kailasanatha-Tempel.

## Verwaltungsgliederung
Der Distrikt Kanchipuram ist in die folgenden fünf Taluks (Subdistrikte) unterteilt:
| Taluk         | Hauptort      |
| ------------- | ------------- |
| Kanchipuram   | Kanchipuram   |
| Kundrathur    | Kundrathur    |
| Sriperumbudur | Sriperumbudur |
| Uthiramerur   | Uthiramerur   |
| Walajabad     | Walajabad     |

## Städte
Im Distrikt Kanchipuram in seinen Grenzen ab 2019 gab es im Jahr 2022 eine Stadt mit eigener Stadtverwaltung (Municipalities), fünf nach dem Panchayat-System verwaltete Kleinstädte (Town Panchayats) und 17 Zensusstädte (Census Towns). Angegeben ist die Einwohnerzahl nach der Volkszählung 2011.
Municipalities
- Kanchipuram (164.384)

Town Panchayats
- Kundrathur (42.126)
- Sevilimedu (23.454)
- Sriperumbudur (24.864)
- Uthiramerur (25.194)
- Walajabad (14.684)

Zensusstädte
- Ayyampettai (6.610)
- Ayyappanthangal (23.808)
- Gerugambakkam (11.551)
- Konerikuppam (11.406)
- Kovur (10.961)
- Madambakkam (11.673)
- Mangadu (38.188)
- Mevalurkuppam (3.805)
- Molachur (8.887)
- Nattapettai (19.883)
- Orikkai (12.638)
- Padappai (14.063)
- Paraniputhur (15.225)
- Sikkarayapuram (10.187)
- Sirukalathur (6.117)
- Sirukaveripakkam (8.032)
- Thenambakkam (13.994)